# Ga Jinju
Ga Jinju (Tiếng Hàn: 진주역, Hanja: 晋州驛) là ga đường sắt trên Tuyến Gyeongjeon ở Gajwa-dong, Jinju-si, Gyeongsangnam-do. Bạn có thể nhận được một con tem kỷ niệm 100 năm Đường sắt Hàn Quốc tại quầy bán vé của nhà ga. Dịch vụ KTX từ Seoul đến Jinju bắt đầu với tàu KTX-I/KTX-II vào ngày 5 tháng 12 năm 2012.
Nhà ga bao gồm một tòa nhà hai tầng nhỏ với một khu bán lẻ nhỏ ở tầng trệt. Gần nhà ga là một nhà kho tàu gạch cũ. Một sân tàu nhỏ nằm cạnh nhà ga.
Nhà ga phục vụ các dịch vụ đường sắt chở khách thường xuyên và KTX của Korail.

## Bố trí ga
| ↑ Banseong         |
| \| １２ \| ３４ \| |
| Wansa ↓            |

| Số  | Tuyến                           | Tàu vận chuyển                    | Điểm đến                                              |
| --- | ------------------------------- | --------------------------------- | ----------------------------------------------------- |
| 1·2 | Tuyến Gyeongjeon Tuyến Gyeongbu | KTX SRT ITX-Saemaeul Mugunghwa-ho | ← Hướng đi Bujeon · Busan · Dongdaegu · Suseo · Seoul |
| 3·4 | Tuyến Gyeongjeon Tuyến Gyeongbu | KTX SRT ITX-Saemaeul Mugunghwa-ho | → Hướng đi Suncheon · GwangjuSongjeong · Mokpo →      |

## Xung quanh nhà ga
- Thành Jinju
- Đền Uigoksa
- Đền Hoguksa
- Đền Cheonggoksa
- Bảo tàng Quốc gia Jinju
- Bộ Tư lệnh Huấn luyện Không quân